# Václav Vaník
Václav Vaník (Blatná, 5 dicembre 1905 – 1964) è stato un calciatore cecoslovacco, di ruolo attaccante.

## Carriera

### Nazionale
L'11 ottobre 1925 esordisce in Nazionale giocando contro l'Ungheria (2-0). È convocato per un altro incontro internazionale nel 1927: sarà la sua seconda e ultima presenza per la Cecoslovacchia.

## Palmarès

### Club

#### Competizioni nazionali
- Campionato cecoslovacco: 1

Viktoria Žižkov: 1927-1928